# 近衛貞子
近衛 貞子（このえ もとこ、明治4年6月6日（1871年7月23日） - 昭和20年（1945年）8月15日）は、日本の女性。内閣総理大臣・近衛文麿の継母にして叔母。

## 概要
父は加賀藩の最後の藩主・前田慶寧で六女。母は側室・宇路（家臣の酒井忠良の娘）。公爵・近衛篤麿に嫁いでいたすぐ上の異母姉である衍子が明治24年（1891年）に長男の文麿を産んで間もなく没したため、後妻として明治25年（1892年）に篤麿に嫁いだ。篤麿との間には長女の大山武子（大山柏夫人）、次男の近衛秀麿、三男の近衛直麿、四男の水谷川忠麿が生まれている。また、文麿も継母として育て上げた。ただ、貞子は文麿をあまり快く思っておらず、文麿さえいなければ自分が産んだ子を近衛家の跡取りにできたというほどだったとされている。成人して貞子が実母ではないと知った文麿はこのことに衝撃を覚え、その後の性格に大きな影響を与えたとされている。
昭和20年（1945年）8月15日、奇しくも終戦の日当日に京都の疎開先である宇多野の陽明文庫に隣接する別邸で死去。74歳没。